# Робі Кухіанідзе
Роберт (Робі) Кухіанідзе (груз. რობი კუხიანიძე; 5 серпня 1965, Кутаїсі) — Грузинський музикант (вокал, гітара). Засновник і лідер панк-рок-гурту Outsider.
Знімається в короткометражних художніх фільмах «Союз» (2005) та «Пляшка вина» (2010). Є композитором кількох фільмів.